# Encyklopedia wojskowa
Encyklopedia wojskowa – nieukończona, ośmiotomowa, ilustrowana, specjalistyczna polska encyklopedia wojskowa wydana w latach 1931–1939 w Warszawie . Opublikowanych zostało siedem tomów.

## Komitet redakcyjny oraz autorzy
Encyklopedię redagował komitet redakcyjny złożony z historyków, inżynierów oraz zawodowych oficerów Wojska Polskiego pod redakcją historyka wojskowości oraz majora piechoty Ottona Laskowskiego. W skład komitetu wchodzili .

- mjr. dypl. Janusz Albrecht
- mjr. dypl. Stanisław Biegański
- płk. dr. Marian Buszyński
- ppłk. dypl. Wacław Dahlen
- mjr. dypl. Tadeusz Dekański
- ppłk. dypl. Józef Englicht
- mjr. dr. Tadeusz Felsztyn
- kmdr. dypl. Stefan Frankowski
- mjr. int. Alfred Grabowski
- kpt. Feliks Kopczyński
- kpt. dypl. Julian Kozolubski
- ppłk. dypl. pil. Stanisław Kuźmiński
- mjr. dyp!. Jerzy Levittoux
- ppłk. inż. Kazimierz Moniuszko
- ppłk. dypl. Stanisław Miller
- ppłk. dypl. Marian Porwit
- mjr. dyp!. Eugeniusz Quirini
- kpt. dypl. Jan Rzepecki
- mjr. Bronisław Sypniewski
- ppłk. Wacław Vorbrodt
- kpt. Apoloniusz Zarychta

### Autorzy artykułów
- płk dypl. w st. sp. Sergiusz Abżółtowski – taktyka lotnicza,
- mjr dypl. Janusz Albrecht – taktyka kawaleryjska,
- kpt. Franciszek Antoniewski-Raczyński – geografia wojskowa,
- kpt. inż. Kazimierz Biesiekierski – fortyfikacje,
- saper Tadeusz Banaszkiewicz – minerstwo naziemne,
- mjr dypl. Władysław Bartosik – szkolnictwo wojskowe,
- kpt. dypl. Wacław Berka – armie obce,
- mjr dypl. dr Stanisław Biegański – historia wojny polsko-rosyjskiej 1918–1920,
- rtm. Teofil Bobrownicki – historia wojny polsko-rosyjskiej 1918–1920,
- płk dr Marian Buszyński,
- kpt. dypl. Władysław Bohuszewicz – aerofotografia,
- mjr Adam Borkiewicz – historja wojny polsko-rosyjskiej 1918–1920
- mjr Karol Czarnecki – roboty podziemne i wojna minowa,
- kmdr Rafał Czeczot – strategia, taktyka i organizacja marynarki,
- por. obs. Leon Czerski – prawo lotnicze,
- kpt. obs. Teodor Cybulski – historia lotnictwa,
- ppłk dypl. Wacław Dahlen – łączność,
- mjr w st. sp. Witold Daszkowski – historia wojska powszechna,
- mjr Jerzy Dąbrowski – historia wojny polsko-rosyjskiej 1918–1920,
- por. Otton Dąbrowski – historja wojsk. powsz.,
- kpt. dr Jerzy Dekański – ratownictwo zagazowanych,
- mjr dypl. Tadeusz Dekański – organizacja armii,
- mjr dypl. Franciszek Demel – flotylla rzeczna i łączno morska,
- kpt. inż. Gustaw Downurowicz – zniszczenia i mosty drewniane,
- mjr Jan Drewniak – sI. int. – zopatrzenie w żywność,
- kmdr. dypl. Karol Durski-Trzaska – lotnictwo morskie,
- mjr Adam Englert – życiorysy wojsk. współczesne,
- rtm. Zdzisław Krzepki – tabory,
- mjr dr Tadeusz Felsztyn – nauka o broni i balistyka,
- kpt. dr Jan Giergielewicz – historia wojskowości i inżynierii polskiej,
- kpt. dypl. Włodzimierz Gierowski – historia wojska,
- płk dypl. Roman Gorczyński – strzelanie artyleryjskie,
- płk Hilary Grabowski – wojska balonowe,
- mjr int. Alfred Grabowski – administracja armii,
- mjr int. Jerzy Hahn – administracja i transport,
- kpt. dr Tadeusz Halewski – lotnictwo sportowe,
- Stanisław Herbst – historia wojskowości,
- por. inż. Robert Hirszhand – broń i bomby lotnicze,
- kpt. mar. Witold Hubert – historia marynarki i budowa okrętów,
- mjr dypl. Marian Jurecki – artyleria przeciwlotnicza,
- mjr Józef Kalandyk – broń towarzysząca i maszynowa,
- kpt. dypl. Aleksander Kawałkowski – historja wojny polsko-ros. 1918–1920,
- kpt. Karol Kleczke – mosty polowe i fortyfikacje polowe,
- por. Wacław Kołodkiewicz – kwaterunek wojskowy,
- Edwarda Konstantynowska – historja wojsk. starożytna,
- kpt. inż. Stefan Korelec – bojowe środki chemiczne,
- por. mar. handl. Stanisław Kosko – marynarka handlowa,
- kpt. dypl. Julian Kozolubski – historia wojskowości Królestwa Kongresowego, wojny 1830–31 i powstania,
- kpt. Albin Jerzy Kulesza – samochody,
- mjr dypl. Bogdan Kwieciński – taktyka i organizacja lotnictwa,
- kpt. mar. Heliodor Laskowski – artyleria morska,
- por. Kazimierz Laskowski – wychowanie fizyczne i sportowe,
- mjr Otton Laskowski – historja wojsk. polska i powszechna,
- kpt. dr Józef Leoszko – psychotechnika lotnicza,
- kpt. mar. Bronisław Leśniewski – broń podwodna,
- mjr dypl. Jerzy Levittoux – inżynieria saperska,
- mjr dr Wacław Lipiński – historia walki zbrojnej o niepodległość 1905–1918,
- ppłk Władysław Liro – czołgi,
- mjr Marian Łapin – sI. remontu,
- ppłk dr Marian Łodyński – bibliotekarstwo wojskowe,
- kpt. w st. sp. Stanisław Łoza – ordery i odznaczenia,
- mjr Tadeusz Łukaszewski – amunicja artyleryjska,
- płk dypl. Jerzy Łunkiewicz – taktyka artyleryjska,
- mjr w st. sp. Jan Machlowski – mosty pontonowe,
- por. inż. Andrzej Markiewicz – płatowce,
- kpt. Zdzisław Marynowski – wojna chemiczna,
- kpt. inż. Marian Mikołajski – broń maszynowa,
- płk dr Konrad Milak – hipologia i weterynaria,
- płk dypl. Stanisław Miller – służba sztabów,
- prof. Tadeusz Niemczewski – meteorologia,
- por. Jerzy Niezbrzycki – geografja wojskowa,
- dr Edmund Oppman – historia powstania 1863,
- kpt. Jan Partyka – umundurowanie i ekwipunek wojskowy,
- płk dr Bronisław Pawłowski – historia Księstwa Warszawskiego i archiwistyka wojskowa,
- mjr dypl. Julian Piasecki – kolejnictwo,
- kpt. Leonard Piątkowski – historia armii polskiej we Francji,
- por. Zygfryd Piątkowski – prawo lotnicze,
- kpt. Bolesław Pietraszewski – pistolety i karabiny samoczynne,
- ppor. dr Stanisław Płoski – historia wojskowa Rosji,
- kpt. dypl. Jerzy Podoski – broń małokalibrowa,
- kpt. dypl. Aleksander Poneet-de-Sandon – Liga Narodów,
- mjr dypl. Wacław Popiel – taktyka i organizacja artyleryjska,
- ppłk dypl. Marian Porwit – strategia i taktyka broni połączonych,
- kpt. Stanisław Rogalski – życiorysy wojskowe współczesne,
- kpt. Jerzy Rose – armje obce i życiorysy wojskowe obce,
- ppłk dypl. Tadeusz Różycki – historia wojny światowej i wojny napoleońskie,
- kpt. Włodzimierz Rupniewski – historia formacji polskich w wojnie światowej,
- kpt. Edward Rutta – karabiny,
- kpt. dypl. Jan Rzepecki – taktyka piechoty,
- mjr dr Kazimierz Sarnicki – prawo wojskowe,
- Józef Sawczyk – samochody,
- ppłk w st. sp. inż. Wilhelm Schacffer – balistyka wewnętrzna,
- kpt. inż. Michał Śmidowicz – budownictwo,
- h. Franciszek Sokołowski – historia wojskowa starożytna,
- ppłk Władysław Spałek – historia wojny rosyjsko-japońskiej,
- por. inż. Jakub Spychała – łączność lotniczej,
- ppłk dypl. Włodzimierz Scholze-Srokowski – historia fortyfikacji,
- kpt. mar. Roman Stankiewicz – szkolnictwo morskie,
- kpt. Andrzej Sujkowski – historia wojsk. polska i życiorysy dawne,
- kpt. inż. Roman Suryn – aeronawigacja i przyrządy pokładowe lotnicze,
- mjr Bronisław Sypniewski – wojna chemiczna,
- kpt. mar. Kazimierz Śliwelski – służba hydrograficzna,
- kpt. dypl. Antoni Ślósarczyk – armie obce,
- gen. Paweł Szandruk – zagadnienia ukraińskie i życiorysy
- por. int. Stanisław Topolski – zaopatrzenie emerytalne,
- kpt. dypl. Leon Tyszyński – użycie sapcrów – przeprawy,
- inż. Tadeusz Urbański – materiały wybuchowe,
- płk Wacław Vorbrodt – sprzęt artyleryjski,
- płk dr Franciszek Waga – służba sanitarna,
- kpt. Bolesław Waligóra – historia wojny polsko-ros. 1918–1920,
- kpt. dypl. Leszek Wernic – armie obce,
- kpt. Michał Wieliczko-Wielicki – historia artylerii,
- mjr Michał Wierzbicki – budżety i kontrola wojsk,
- kpt. dr Jan Wilczyński – służby intendencyjno-administracyjne i organizacyjne
- mjr Jerzy Witkowski – silniki lotnicze i L. O. P. P.,
- dr Janusz Woliński – historia polska wojsk. XVII wieku,
- sędzia Jerzy Wyczański – prawo międzynarodowe morskie,
- Jan Zakrzewski – wojska balonowe,
- kpt. Apoloniusz Zarychta – geogralicja wojskowa,
- kpt. Józef Zawistowski – prawo wojskowe,
- płk w st. sp. dr Ludwik Zembrzuski – historia medycyny wojskowej,
- kpt. Hugon Zieliński – historja Legionów,
- kpt. mar. Ludwik Ziembicki – artyleria morska,
- prof. dr Zdzisław Żmigryder-Konopka – historia wojskowa starożytności, hasła: Aleksander Wielki, Cannae, Centuria, Cezar[1] ,
- kpt. inż. Ignacy Zossel – amunicja,
- por. Leonard Żyrkiewicz – samochody pancerne.

## Opis
Publikacja zawiera ilustracje, kolorowe tablice, zdjęcia, mapy, mapki strategiczne bitew, rysunki techniczne urządzeń. Wydawnictwo publikowane w zeszytach, które potem oprawiane były przez introligatorów w tomy. Do wybuchu II wojny światowej opublikowano 7 tomów. Pełne wydanie przerwał wybuch wojny. Z tomu 8. wyszedł tylko pierwszy zeszyt. Opublikowano:
- T. 1, 798 stron, A. a. – Custoza, kolorowa tablica, czarno-białe ilustracje, tabele, mapy, wykaz skrótów, errata, 1931[1] ,
- T. 2, 800 s., Cuszima-Garibaldyści, 1932[2] ,
- T. 3, 800 s., Garigliano-Karabeni, 1933[3] ,
- T. 4, 800 s., Karabin-Lehmann, 1934[4] ,
- T. 5, 800 s., Lehwaldt-Obrączka, 1935[5] ,
- T. 6, 798 s., Obrączki kościuszkowskie-Przemysł II), 1937[6] ,
- T. 7, 801 s., Przemysł wojenny-Szybowiec, 1937[7] ,
- T. 8, Szybownictwo – Tajemnica, 1939, nieukończone, przerwane wybuchem wojny – wyszedł tylko 1 zeszyt[8] .